# Víctor Aristizábal
Víctor Hugo Aristizábal Posada, född den 9 december 1971 i Medellín, Colombia, är en före detta colombiansk fotbollsspelare. Aristizábal har medverkat i ett flertal mästerskap som VM och Copa América.
Han medverkade i VM i fotboll år 1994 och 1998, men Colombia lyckades inte ta sig vidare från gruppen. I Copa América 1993 gjorde Aristizábal ett mål men blev syndabock i semifinalen mot Argentina då han missade sin straff som innebar att Argentina gick till final medan Colombia gick till bronsmatchen som de vann mot Ecuador med 1-0. I Copa América 1997 gjorde Aristizábal ytterligare ett mål, då tog sig Colombia till kvartsfinal vilken de förlorade mot Bolivia med 2-1. I Copa América 2001 slutade med succé för Aristizábal och hans Colombia då de för första gången i den Colombianska fotbollens historia vann ett Copa América och Aristizábal slutade som skyttekung med sina 6 mål.

### Fotnoter
1. ↑  ”Årets skytteliga i Copa America” (på svenska). Sportbladet. 29 juli 2001. https://www.aftonbladet.se/sportbladet/fotboll/article10223827.ab. Läst 1 juli 2018.